# Censo do Reino Unido de 1801
O Censo do Reino Unido de 1801 foi o primeiro Censo da Inglaterra, Escócia e País de Gales, resultado do Census Act 1800. Ele estimou a população de Inglaterra e Gales em 8,9 milhões e a da Escócia em 1,6 milhão de habitantes, sendo que a Irlanda não foi incluída nos censos britânicos até o Censo do Reino Unido de 1821.. A partir de 1801, o Censo passou a se repetir na Grã-Bretanha, em grande maioria das vezes, a cada dez anos, ou seja, em anos terminados em 1. A única exceção a essa regra foi o ano de 1941, devido à Segunda Guerra Mundial.
A lei para aplicação do Censo foi apresentada ao Parlamento Britânico em 20 de novembro de 1800 e aprovada em 3 de dezembro do mesmo ano, recebendo o Consentimento Real do rei Jorge III em 31 de dezembro. Sua realização se deu em 10 de março de 1801, uma terça-feira.

## Administração
O Censo de 1801 foi dividido em duas partes: a primeira preocupava-se com o número de pessoas, suas ocupações e o número de famílias e casas. A segunda parte reunia o número de batismos, casamentos e sepultamentos, dando assim uma indicação da taxa em que a população estava aumentando ou diminuindo. As informações foram coletadas por enumeradores do censo que, geralmente, eram os chamados Superintendentes dos Pobres (Overseers of the Poors, em inglês), um funcionário que administrava ajuda humanitária, como dinheiro, comida e roupas, ou (na Escócia) por professores locais. Eles visitavam as famílias e reuniam as informações necessárias, antes de enviar resumos estatísticos. Os detalhes das famílias e dos indivíduos foram importantes apenas na criação desses resumos locais e foram destruídos em quase todos os casos. A ideia de um Censo foi defendida, entre outros, por John Rickmanque, estatístico e oficial do Governo Britânico que, posteriormente, empreendeu a análise dos resultados e a preparação de resumos e relatórios do Censo de 1801 e dos três seguintes.

## Censos Subsequentes
Os Censos realizados em 1811, 1821 e 1831 foram baseados no mesmo modelo do Censo de 1801. Com a aprovação do Population Act 1840, uma nova abordagem foi adotada, sendo implementada pela primeira vez no Censo de 1841, quando os detalhes das pessoas e seus nomes passaram a ser registrados.

## Resultados

### População por nação[6]
| Nação                              | População  | %          | %      |
| ---------------------------------- | ---------- | ---------- | ------ |
| Inglaterra                         | 8,331,434  |            | 76.14% |
| Escócia                            | 1,599,068  |            | 14.61% |
| País de Gales                      | 541,546    |            | 4.95%  |
| Total (excl. other)                | 10,472,048 | 10,472,048 | 95.7%  |
| Forças Armadas Britânicas          | 324,630    |            | 2.97%  |
| Marinha mercante britânica         | 144,558    |            | 1.32%  |
| Condenados a bordo de navio-prisão | 1,410      |            | 0.01%  |
| Total (incl. other)                | 10,942,646 | 10,942,646 | 100.0% |